# Фонтана Ромела (Фрозиноне)
Фонтана Ромела је насеље у Италији у округу Фрозиноне, региону Лацио.
Према процени из 2011. у насељу је живело 42 становника. Насеље се налази на надморској висини од 380 м.